# Megachile okinawana
Megachile okinawana is een vliesvleugelig insect uit de familie Megachilidae. De wetenschappelijke naam van de soort is voor het eerst geldig gepubliceerd in 1964 door Yasumatsu & Hirashima.